# Интервальная оценка
В математической статистике интервальной оце́нкой называется результат использования выборки для вычисления интервала возможных значений неизвестного параметра, оценку которого нужно построить. Следует отличать от точечной оценки, которая даёт лишь одно значение. Самым распространенным видом интервальных оценок являются доверительные интервалы.

## Определение
Пусть {\displaystyle X=(X_{1},\ldots ,X_{n})} — случайная выборка объёма {\displaystyle n}, порождённая случайной величиной с функцией распределения вероятностей {\displaystyle F(x;\theta )}, известной с точностью до параметра {\displaystyle \theta \in \Theta }. Располагая выборкой {\displaystyle X}, необходимо найти оценку {\displaystyle {\hat {\theta }}} параметра {\displaystyle \theta \in \Theta }. В общем случае имеется нулевая вероятность того, что {\displaystyle {\hat {\theta }}=\theta } — что точечная оценка {\displaystyle {\hat {\theta }}} совпадёт с параметром {\displaystyle \theta }. Поэтому для оценивания параметра используется интервальная оценка.
Проблема состоит в нахождении на основании выборки статистик {\displaystyle {\hat {\theta _{1}}}={\hat {\theta _{1}}}(X_{1},\ldots ,X_{n})}, {\displaystyle {\hat {\theta _{2}}}={\hat {\theta _{2}}}(X_{1},\ldots ,X_{n})}, которые с достоверностью удовлетворяют неравенству {\displaystyle {\hat {\theta _{1}}}<\theta <{\hat {\theta _{2}}}}. Зададимся достаточно малым числом {\displaystyle \alpha } — уровнем значимости. Тогда интервал {\displaystyle [{\hat {\theta _{1}}},{\hat {\theta _{2}}}]} называется интервальной оценкой параметра {\displaystyle \theta }, если {\displaystyle P({\hat {\theta _{1}}}<\theta <{\hat {\theta _{2}}})=1-\alpha }.
Интервал {\displaystyle I(X)=[{\hat {\theta _{1}}}(X),{\hat {\theta _{2}}}(X)]} называется доверительным интервалом параметра на уровне значимости {\displaystyle \alpha } или с надежностью {\displaystyle 1-\alpha }.

## Свойства интервальных оценок
- Если для оценки параметра {\displaystyle \theta } построено два различных {\displaystyle 1-\alpha } доверительных интервала {\displaystyle I} и {\displaystyle J}, то интервал {\displaystyle I} меньше интервала {\displaystyle J} тогда и только тогда, когда при каждом {\displaystyle \theta } вероятность покрыть любое {\displaystyle \theta _{1}\neq \theta } интервалом {\displaystyle I} меньше или равна вероятности покрыть {\displaystyle \theta _{1}} интервалом {\displaystyle J}[2].
- Доверительный интервал {\displaystyle I} надежности {\displaystyle 1-\alpha } для {\displaystyle \theta } называется несмещенным, если вероятность покрыть им любое {\displaystyle \theta _{1}\neq \theta } меньше или равна {\displaystyle 1-\alpha }[2].

## История
Ежи Нейман определил интервальное оценивание («оценивание интервалами») как отличное от точечного оценивания («оценивание единичной оценкой»). Он распознал что, поскольку результаты того времени публиковались в виде «оценка ± стандартное отклонение», учёные-статистики на самом деле имели в виду интервальное оценивание.